# 糖苷键

圖中央的核糖與腺嘌呤之間的垂直線為配醣鍵。

糖苷的基本結構，這裡用D-葡萄糖作為醣的部分，糖苷键位於X元素與葡萄糖間

糖苷键又称糖苷键合（glycosidic linkage），简称苷鍵，旧称配糖键，是特定類型的化學鍵，連接糖苷分子中的非醣部分（即苷元）與糖基，或者糖基与糖基。含有糖苷键的物質稱為糖苷 。
根據與糖基異頭碳原子相連的原子的不同，糖苷鍵一般可分為氧苷鍵、氮苷鍵、硫苷鍵和碳苷鍵等。右圖中核糖與腺嘌呤之間的糖苷鍵是氮苷鍵。

## 外部連結
- Definition of glycosides （页面存档备份，存于）, from the IUPAC Compendium of Chemical Terminology, the "Gold Book"

## 延伸閱讀
- Varki A et al. Essentials of Glycobiology. Cold Spring Harbor Laboratory Press; 1999. Searchable online version （页面存档备份，存于）